# Fjällglim
Fjällglim (Silene acaulis) är en flerårig ört med röda blommor. Kronbladen är vanligen rosa, men sällsynt kan även vita kronblad förekomma, och något kluvna i spetsen. Den blir upp till 8 centimeter hög och växer i vintergröna, täta tuvor i fjälltrakter i både Nordamerika och Europa, från Pyreneerna i söder till arktis i norr. Blomningstiden är från juni till augusti.
Fjällglimmen har oftast skilda hermafrodit-, han- och honblommor . Hanblommorna känns igen på att dess ståndare har vita ståndarknappar som sticker ut ur blommynningen. Honblommor blir vanliga med högre höjder och är oftare mindre än han och hermafroditblommor . Honblommorna kännetecknas av tre långa vita stift. Honblommor producerar frön av bättre kvalitet än hermafroditer  och hanblommor producerar pollen av bättre kvalitet än hermafroditer  Varje enskild blomma sitter på ett eget kort skaft, som utgår från växtens korta och greniga stjälkar. Bladen är mycket smala och spetsiga och inte mer än en centimeter långa, samt försedda med korta hår längs kanterna.
Forskning har visat att sydliga populationer av fjällglim är mer känsliga för klimatförändringar än nordliga populationer . Samtidigt kan enstaka varma somrar vara positiva då de kan öka fröproduktionen  och vegetativ tillväxt . Lägre perioder över flera år av ökad näringstillgång och värme är däremot negativt för fjällglim .